# Kurkstip
Kurkstip bij een appel is een fysiologische afwijking veroorzaakt door een tekort aan calcium in de vrucht. Op de schil ontstaan kleine, ingezonken, bruine vlekken. Op de plaats van de vlekken is het vruchtvlees bruin en enigszins kurkachtig. Het bruine vruchtvlees smaakt een beetje bitter, vandaar de Engelse naam bitter pit.
Kurkstip komt vooral voor op de bovenkant, rondom de neus, van de appel.
Calciumgebrek in de vrucht kan optreden bij een te hoge stikstofgift, een teveel aan kalium en/of magnesium in de grond. Ook een te sterke snoei kan kurkstip bevorderen, doordat dan veel calcium gebruikt wordt voor de hergroei van de boom.
Door een bladbemesting met calciumnitraat of calciumchloride kan het optreden van kurkstip worden tegengegaan.